# Calumbi
Calumbi är en kommun i Brasilien.   Den ligger i delstaten Pernambuco, i den östra delen av landet, 1 400 km nordost om huvudstaden Brasília. Antalet invånare är 5 651.
Omgivningarna runt Calumbi är huvudsakligen savann. Runt Calumbi är det ganska glesbefolkat, med 31 invånare per kvadratkilometer.